# کوشنارنکوو
کوشنارنکوو (انگلیسی: Kushnarenkovo) یک شهرک در شهرستان کوشنارنکوفسکی جمهوری باشقیرستان در کشور روسیه است.